# No.69手榴弾
No.69手榴弾は第二次世界大戦中にイギリスで開発使用された手榴弾である。「ブリティッシュNo.69」とも呼ぶ。この手榴弾は、ミルズ型手榴弾よりも小さな殺傷効力半径を持つ手榴弾の必要性があったことから、軍用として採用された。これにより、ほとんど何も防御遮蔽物が無い時でも使用者は手榴弾を使用できた。対照的に、ミルズ型手榴弾は投擲可能な距離よりももっと大きな殺傷効力半径を持っており、手榴弾の使用者に対し、投げ込む場所を注意して選ぶよう強制した。これは自分の投げた手榴弾で自身を傷つけないように配慮するためだった。

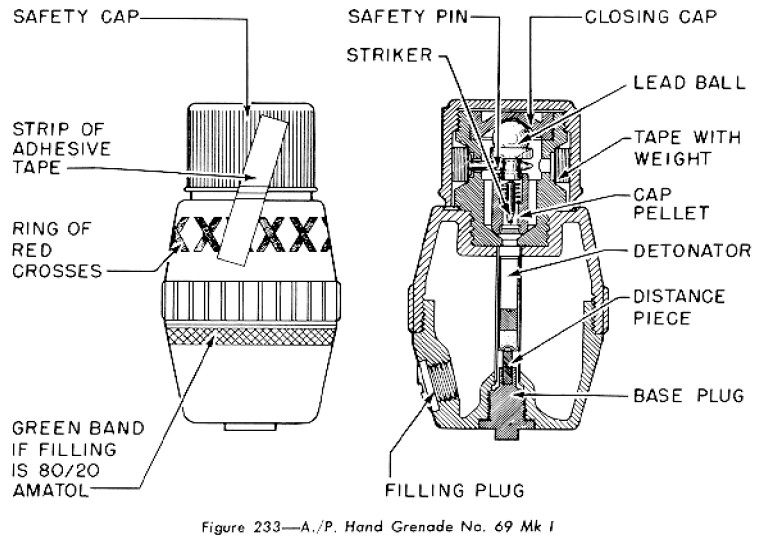
外形及び内部構造

No.69手榴弾の弾体は全て硬質プラスチックであるベークライトで構成されており、爆砕されても金属製の弾体を持つ手榴弾のような破片を生成しない。手榴弾の致死性を増強するため、金属製の破片生成スリーブの装着が可能だった。
No.69手榴弾の使用は非常に単純である。ねじって取り外す型式のキャップを除去し、棄て、手榴弾を投擲する。手榴弾が投げられた際、鉛製の湾曲したおもりが終端についているリネンのテープが自動的にほどかれていき、信管内部のボールベアリングが自由に動けるようになる。こうして常働信管は飛行中に撃発可能状態に置かれ、手榴弾は衝撃によって爆発する。同様の信管を採用したガモン手榴弾のように、第二次世界大戦の終了後まもなくしてこれは軍用から退役した。

## 常働信管
No.69手榴弾は常働信管（All-ways fuze）を使うよう開発されたイギリス初の兵器である。後にはガモン手榴弾、No.73手榴弾またNo.77手榴弾にも見られた。常働信管は衝撃発火専門の信管である。「Allways」の用語は、どのような方向で手榴弾が目標に命中しても起爆が保証されることからつけられている。
通常、衝撃で撃発する弾薬は、信管の作動に際して特別な方向、例えば信管の垂直軸方向から目標に命中する必要がある。対照的に、No.69手榴弾は底部や側面、上面などのどんな方向から目標に命中しても爆発可能である。
常働信管の構造は垂直方向に可動する撃針とその下部に置かれた雷管で作られ、これらの組み合わせは弱いスプリングで隔てられている。こうした機構の頂部に鋼製のボールベアリングが置かれ、撃針で円錐形状のハウジングに押し上げられている。どんな垂直方向の衝撃が加わっても撃針もしくは雷管が押されて移動し、撃針と接触して雷管が起爆する。全ての水平方向から加わる衝撃により、円錐形状のハウジングの傾斜面に沿ってボールベアリングが動き、垂直軸方向への移動に変換される。このボールベアリングの動きは撃針を押して撃発させる。
信管を作動させるには、使用者がまずプラスチック製のキャップをねじって除去し、細長い紙テープを露出させる。テープ終端には湾曲した鉛製のおもりがつけられている。手や発射器から手榴弾が放たれると、おもりのついたテープが風を捕らえて手榴弾の上部から速やかにほどかれていき、最終的にはゆるく差し込まれた安全ピンを信管から抜く。安全ピンを解除すると撃針と雷管が接触可能となる。手榴弾が固いものに衝突すると衝撃によって接触が生じる。
鋼製ボールベアリングが破片となり、爆発から離れた位置まで飛んでくるという点で、常働信管は少ないながら設計上の欠陥を持っていた。No.69手榴弾のような「攻撃型」の用途で用いられるとき、使用者は投擲の前に隠れるという動作を要求されておらず、使用者が高速で飛ぶボールベアリングで負傷する可能性があった。軍事関係の著作家イアン・V・ホッグによれば、この問題は手榴弾を実用する際の使用規制につながった。